# Omero Capanna
Omero Capanna, noto anche con gli pseudonimi di Homer Hut o Frank Capanna (Roma, 4 aprile 1942 – Roma, 11 ottobre 2003), è stato un attore e stuntman italiano.

## Biografia
Ha interpretato piccoli ruoli come sicario e criminale in vari film, soprattutto di genere western e poliziesco, tra il 1959 ed il 2003.
Secondo di quattro fratelli, ha iniziato la sua carriera come stuntman nei film italiani all'età di 17 anni, spinto da suo padre, l'attore Otello Capanna. Negli anni successivi iniziò anche a cimentarsi come attore in numerosi film, interpretando perlopiù ruoli minori.   
Nella maggior parte degli oltre 400 film in cui ha recitato, la sua partecipazione è rimasta perlopiù non accreditata. Nel 1972 riuscì ad ottenere un ruolo da protagonista nel film Un animale chiamato uomo, un western all'italiana. È apparso anche in molti film di Bud Spencer e Terence Hill.
Negli ultimi anni di carriera prese parte a produzioni internazionali quali M.D.C. - Maschera di cera e Gangs of New York.
Morì nel 2003, all'età di 61 anni, dopo una breve malattia.

## Pseudonimi
Oltre ai già citati  Homer Hut e Frank Capanna, in qualità di attore utilizzò anche gli pseudonimi Otello Martinetti, nome scelto in omaggio al padre, e talvolta Adriano Valentini.

## Filmografia parziale
- La regina dei tartari, regia di Marcello Ciorciolini (1959)
- Il cavaliere dai cento volti, regia di Pino Mercanti (1960)
- Ester e il re, regia di Raoul Walsh e Mario Bava (1960)
- Morgan il pirata, regia di André De Toth e Primo Zeglio (1960)
- Saffo, venere di Lesbo, regia di Pietro Francisci (1960)
- Barabba, regia di Richard Fleischer (1961)
- I tartari, regia di Richard Thorpe (1961)
- Il carabiniere a cavallo, regia di Carlo Lizzani (1961)
- El Cid, regia di Anthony Mann (1961)
- Maciste alla corte del Gran Khan, regia di Riccardo Freda (1961)
- I masnadieri, regia di Mario Bonnard (1961)
- Nefertiti, regina del Nilo, regia di Fernando Cerchio (1961)
- Orazi e Curiazi, regia di Ferdinando Baldi e Terence Young (1961)
- Romolo e Remo, regia di Sergio Corbucci (1961)
- Le meraviglie di Aladino, regia di Henry Levin e Mario Bava (1961)
- Rosmunda e Alboino, regia di Carlo Campogalliani (1962)
- Franco, Ciccio e il pirata Barbanera, regia di Mario Amendola (1969)
- Wanted Sabata, regia di Roberto Mauri (1970)
- Milano calibro 9, regia di Fernando Di Leo (1972)
- Un animale chiamato uomo, regia di Roberto Mauri (1972)
- La vita in gioco (Morire a Roma), regia di Gianfranco Mingozzi (1972)
- La mala ordina, regia di Fernando Di Leo (1972)
- Il boss, regia di Fernando Di Leo (1973)
- Studio legale per una rapina, regia di Tanio Boccia (1973)
- ...altrimenti ci arrabbiamo!, regia di Marcello Fondato (1974)
- Il colpaccio, regia di Bruno Paolinelli (1976)
- Charleston, regia di Marcello Fondato (1977)
- Squadra antitruffa, regia di Bruno Corbucci (1977)
- Cosmo 2000 - Battaglie negli spazi stellari, regia di Alfonso Brescia (1978)
- Squadra antigangsters, regia di Bruno Corbucci (1979)
- Ammazzare il tempo, regia di Mimmo Rafele (1979)
- Le notti segrete di Lucrezia Borgia, regia di Roberto Bianchi Montero (1982)
- Bomber, regia di Michele Lupo (1982)
- Hanna D. - La ragazza del Vondel Park, regia di Rino Di Silvestro (1984)
- Ladyhawke, regia di Richard Donner (1985)
- Mezzo destro mezzo sinistro - 2 calciatori senza pallone, regia di Sergio Martino (1985)
- Palermo Milano - Solo andata, regia di Claudio Fragasso (1995)

## Doppiatori italiani
- Enzo Consoli in Squadra antitruffa